# Годрич (Онтаріо)
Годрич (англ. Goderich [ˈɡɒdrɪtʃ[непідтримувані символи]ˈɡɒdərɪtʃ] GOD-rich або GOD-ə-rich) — місто в канадській провінції Онтаріо та адміністративний центр округу Гурон. Місто заснували Джон Голт і Вільям «Тайгер» Данлоп з Канадської компанії у 1827 році. Закладене у 1828 році, місто назване на честь Фредеріка Джона Робінсона, 1-го віконта Годрича, який на той час був прем'єр-міністром Сполученого Королівства. Поселення отримало статус міста у 1850 році.
Згідно з переписом населення Канади 2021 року, населення становило 7881 особу на площі 8,54 квадратного кілометра.
Годрич, що лежить на східному березі озера Гурон у гирлі річки Мейтленд, звернений до озера на захід і відомий своїми заходами сонця. Дехто стверджує, що королева Єлизавета II колись назвала Годрич «найгарнішим містом Канади», хоча так направду жоден правлячий монарх ніколи не відвідував Годрича. У місті вважають, що туризм є однією з його важливих галузей прибутку. Його названо одним з найкращих малих міст Онтаріо за версією Comfort Life, вебсайту для пенсіонерів у Канаді.
Місто щорічно бере участь у конкурсі «Громади у розквіті» та здобуло нагороди в багатьох категоріях. У 2012 році Годрич став національним фіналістом конкурсу, а також був членом Кола пошани.

## Історія

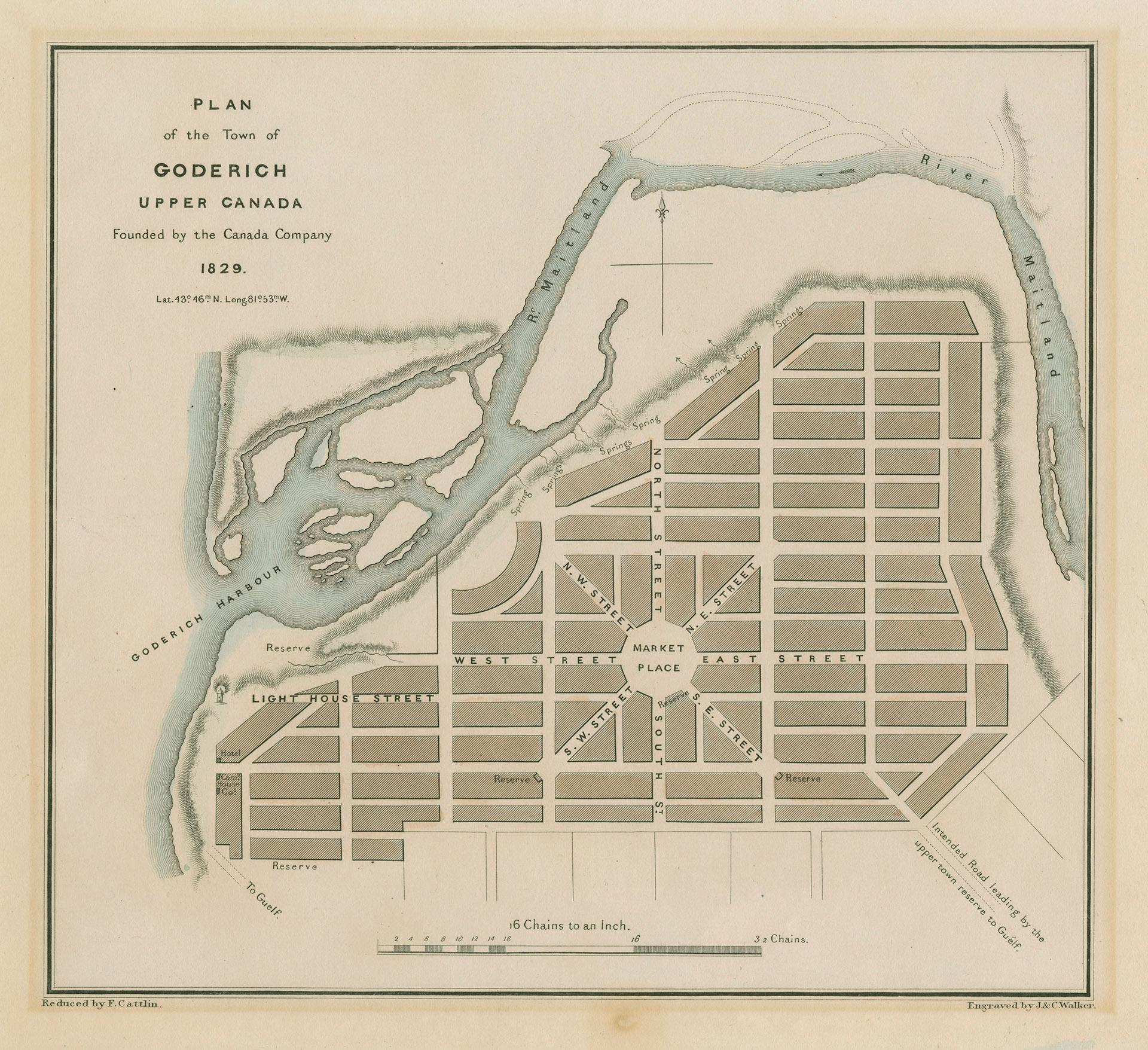
План міста Годрича, 1829 рік

Згідно з історичними табличками, встановленими провінцією, Канадська компанія придбала величезну кількість землі під назвою Гуронський тракт у 1826 році, а в 1827 році під керівництвом суперінтенданта Джона Голта заснувала свій осідок на місці, яке згодом стане Годричем. Забудова розпочалася до 1829 року. У 1850 році, з населенням близько 1000 осіб, громада отримала статус міста. Окрім Голта, ще однією важливою особою був доктор Вільям «Тайгер» Данлоп, лісовий доглядач Канадської компанії, який допоміг розвинути Гуронський тракт, а пізніше заснувати Годрич. Також варто зазначити, що Томас Мерсер Джонс керував більшою частиною мільйонного акрів тракту та побудував багато мебльований особняк Парк-Гауз у Годричі приблизно в 1839 році.
Міські записи свідчать про те, що територію Гурон придбав уряд від корінних народів чіппева і що місце розташування громади визначили на основі прибережних досліджень, які провів 1824 року капітан Бейфілд. У 1827 році на вершині пагорба з видом на гавань звели дерев'яну хатину; цю будівлю, дім доктора Вільяма «Тайгера» Данлопа, пізніше називали «Замком».
У газеті 1846 року зазначалося, що гавань працювала, але доки були в поганому стані. Зводився маяк. Були нормальні дороги до містечка Вілмот, Онтаріо, та до міста Лондона, Онтаріо. Суднобудування вже тривало. Розпочала свою діяльність рибальська компанія, але не досягла успіху та закрилася. У Годричі було п'ять церков, чотири протестантські та одна римо-католицька. До 1869 року населення становило 4500 осіб; працювали залізнична станція та пароплавні доки. Основною культурою, що постачалася з цього району, була пшениця.
Дослідження, проведені Університетом Ватерлоо, показують, що Канадська компанія будувала пірси для захисту суден у гавані між 1830 і 1850 роками, а в 1872 році було створено першу сучасну гавань. Залізниця прибула в червні 1858 року, а зерновий елеватор було зведено в 1859 році. Гарбор-Гілл було вирівняно в 1850 році. Рибальство стало важливою частиною життя громади, і пірс був оточений рибальськими халупами. Поруч з гаванню було збудовано сучасну залізничну станцію, будівля якої стоїть і досі. Годрич став дуже жвавим місцем залізничних перевезень до 1940-х років і мав залізничне депо та поворотну платформу до 1960-х років. Видобуток солі, який згодом став основною галуззю промисловості, розпочався в 1866 році, коли Семюел Платт почав відкривати соляні шахти поруч зі своїм борошномельним млином на річці Мейтленд. У гавані Годрича також працювали великі борошномельні млини, починаючи з 1870-х років.
У Канадському газетирі Сміта за 1846 рік Годрич описується так:
Його було закладено в 1827 році паном Голтом… місто досить схильне до впливу північних та північно-західних вітрів з озера, внаслідок чого погода іноді буває зимовою, навіть посеред літа… Через своє віддалене розташування… Годрич не розвивався так швидко, як багато інших поселень того ж віку. Було збудовано гавань, але пірси зараз виходять з ремонту. Це єдина гавань між Порт-Сарнією та островами Согін. Маяк щойно буде зведено… Тут побудовано пароплав і кілька шхун. Рейси курсують двічі на тиждень з Годрича до Лондона та Голта, і протягом останнього сезону пароплав Годрич заходив сюди у свої щотижневі рейси… Кілька років тому тут було засновано рибальську компанію, але через недбалість вона не дуже успішно працювала і зараз розпалася. У Годричі є п'ять церков і каплиць,… є також кам'яна в'язниця та будівля суду, а також офіси Канадської компанії… Є пошта, листи приходять чотири рази на тиждень. Населення 659 осіб."
Маяк у Годричі, перший на канадській стороні озера Гурон, відкрився в 1847 році з вежею та будинком доглядача. Після шторму 1913 року його було реконструйовано. Сильний шторм на озері Гурон у листопаді 1913 року спричинив втрату 19 кораблів з 244 людськими жертвами. Велика кількість уламків була принесена до берега в районі Годрича. Тіла моряків були ідентифіковані та зібрані комітетом Асоціації озерних перевізників, що базувався в Годричі.
У 1866 році чотири артезіанські свердловини почали забезпечувати місто водою, а також приваблювали туристів, які чули про цілющі властивості води. Готель «Оушен-Гауз», збудований у 1850-х роках, приймав багатьох туристів. Приблизно з 1910 року піщаний пляж поблизу міста також активно використовувався місцевими жителями та відвідувачами, які цінували неглибоку теплу воду. У 1930 році було збудовано «купальний будинок» з шафками, туалетами та невеликим магазином.
На початку Другої світової війни на території нинішнього аеропорту Годрич розташувався один із канадських навчальних центрів авіації; він відкрився у грудні 1939 року в Скай-Гарбор. Школа працювала до березня 1945 року. Літак Lancaster X, FM 213, був подарований у 1960-х роках відділенням 109 Королівського канадського легіону, як пам'ятка на честь тих, хто загинув або зник безвісти під час війни.
У Годричі є багато історичних будівель, перелічених на карті, опублікованій містом.
У 2018 році в Годричі спалахнув страйк, у якому взяли участь понад 350 працівників соляної шахти, після трудових суперечок між профспілкою Unifor Local 16-0 та американською компанією Compass Minerals, яка володіє шахтою, щодо нового контракту. Страйк завершився в липні 2018 року, після 12 тижнів.
9 серпня 2022 року тодішній мер Джон Грейс загинув унаслідок нещасного випадку на човні в північно-західному Онтаріо. Заступник мера Майлз Мердок обійняв обов'язки мера до кінця терміну повноважень ради 2022 року. Майлза Мердока було обрано мером Годрича на термін 2022—2026 років під час муніципальних виборів в Онтаріо 2022 року.

### Площа

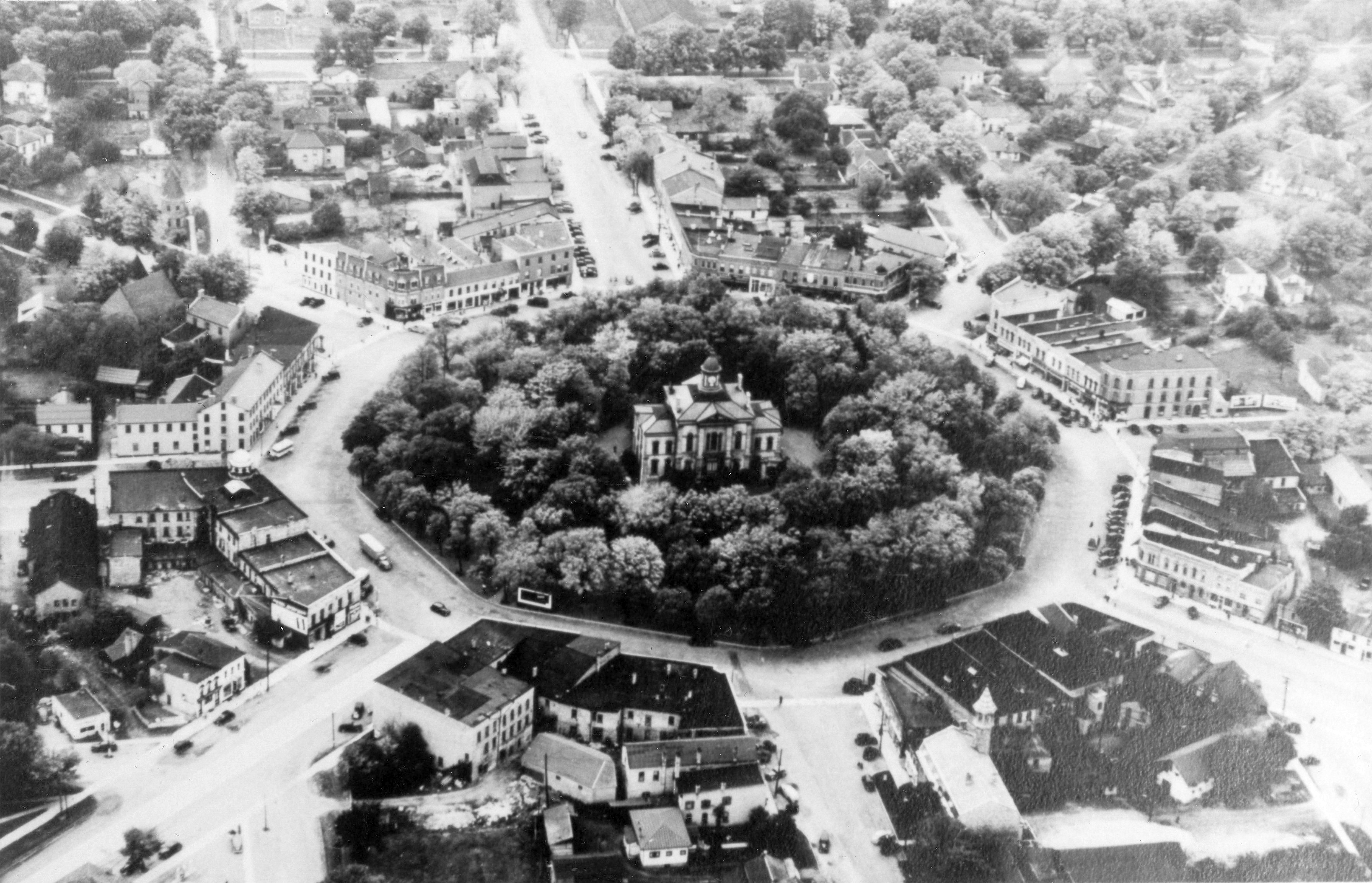
Площа, 1941

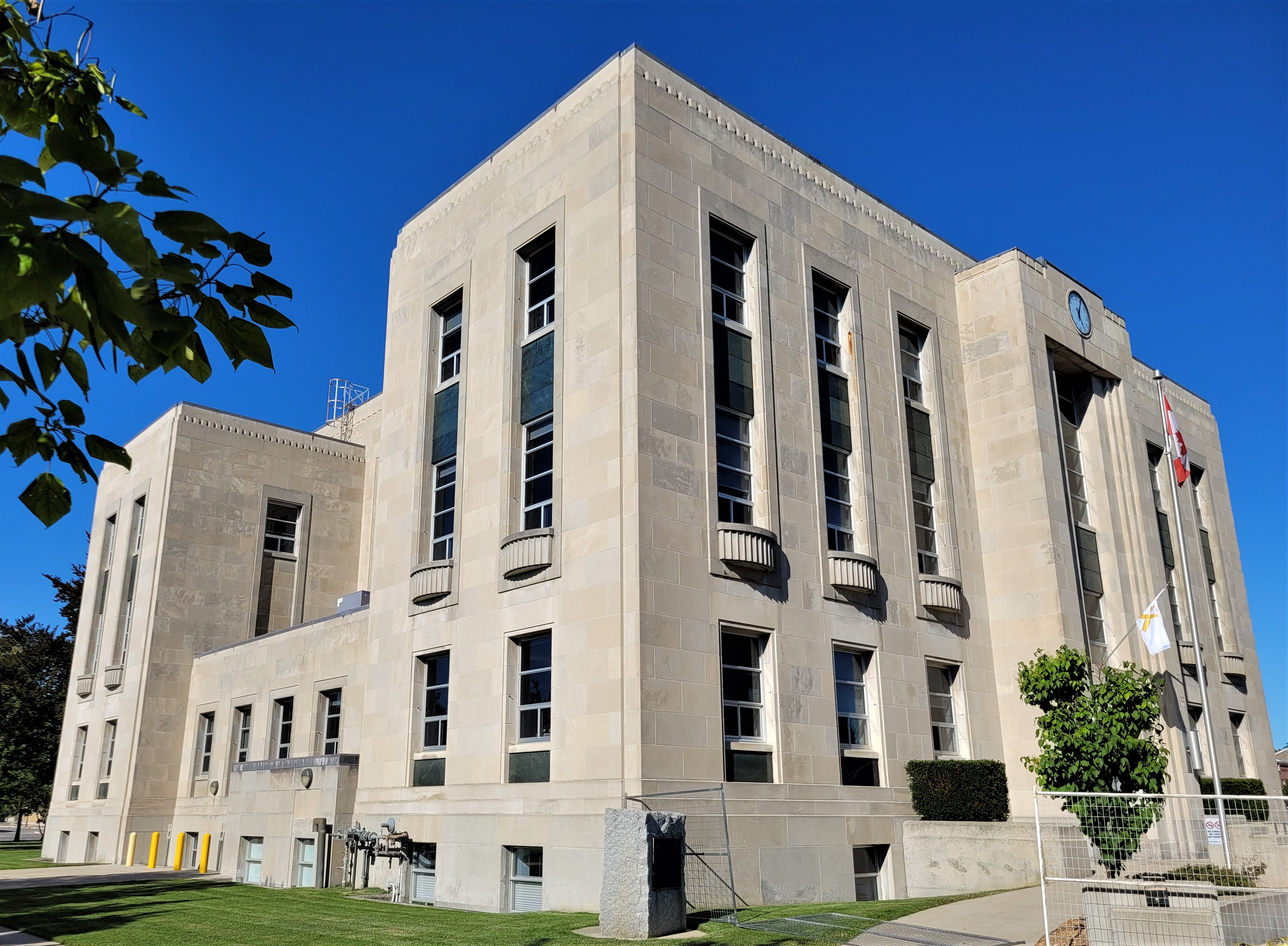
Будівля окружного суду

У центрі Годрича є восьмикутна кільцева розв'язка, відома як «Сквер». Посеред Скверу стоїть будівля Окружного суду. Саме тут у 1959 році Стівена Траскотта було засуджено за вбивство Лінн Гарпер. Вирок було скасовано у 2007 році.
Площу було офіційно внесено до Реєстру історичних місць урядом Канади у травні 2007 року. Місто вже визнало цінність цієї території у 1982 році відповідно до Закону про спадщину Онтаріо.
Площу спроєктували й забудували між 1840 та серединою 1890-х років, і на початку свого існування тут розміщувався головний офіс Канадської компанії, яка допомогла розвинути значну частину округу. Дизайн площі — «радіальна композиція» — приписується Джону Галту з Компанії, натхненному давньоримськими міськими планами. Протягом багатьох років місцеві жителі називали її «Ринок-сквер», «Сквер» або «Площа суду». Тут розташовувалася первісна будівля суду, яка була знищена пожежею та замінена сучасною спорудою в 1950-х роках.
Всупереч поширеній думці, плани щодо площі не призначалися для Гвелфа. Вважається, що ця чутка виникла після заснування Годрича, оскільки містобудівники Канадської компанії спочатку хотіли, щоб їхня громада називалася Гвелф на честь королівської родини; зрештою, компанія погодилася з рішенням суперінтенданта Джона Голта зберегти назву Годрича.

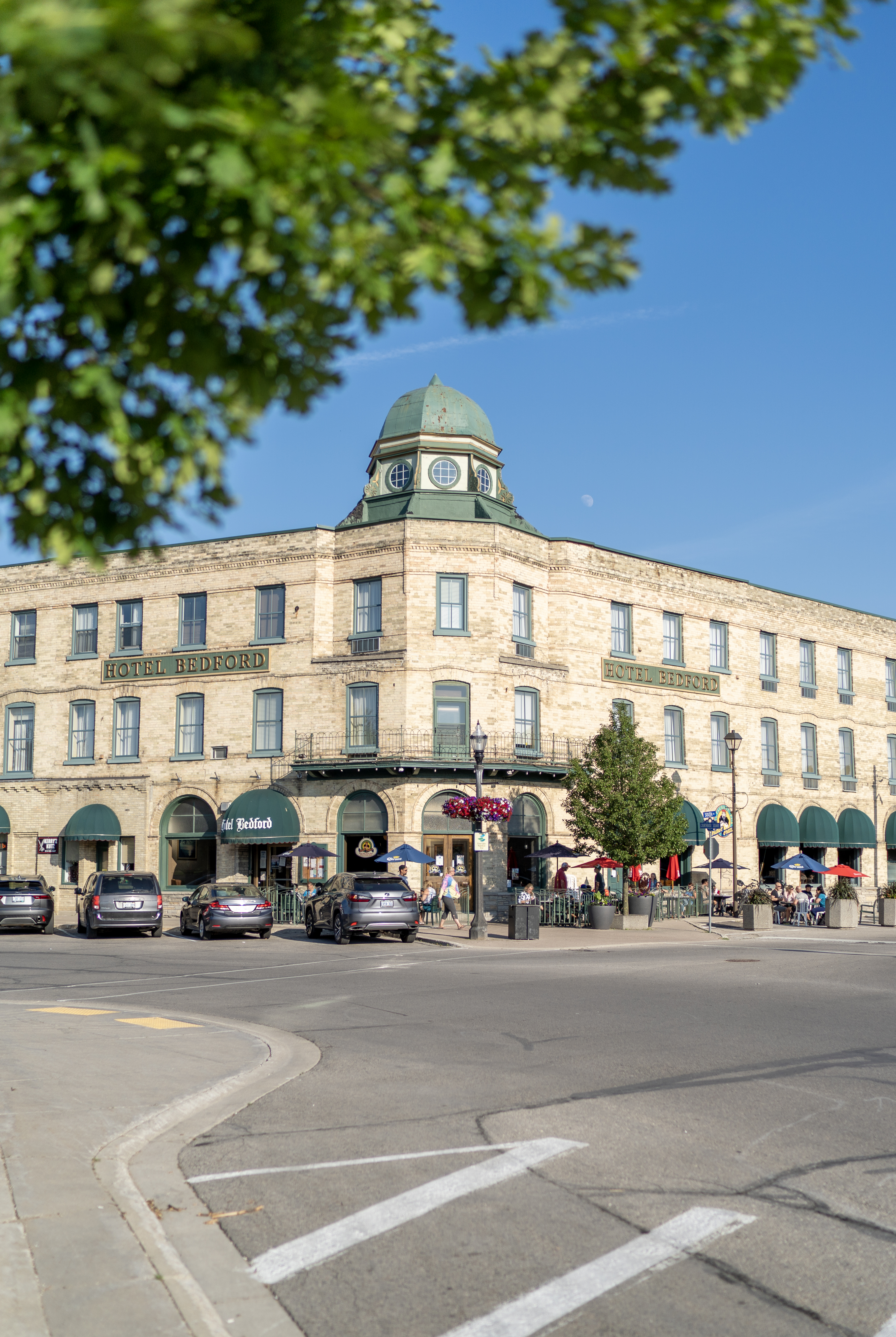
Готель Бедфорд у центрі Годрича

#### Торнадо 2011 року

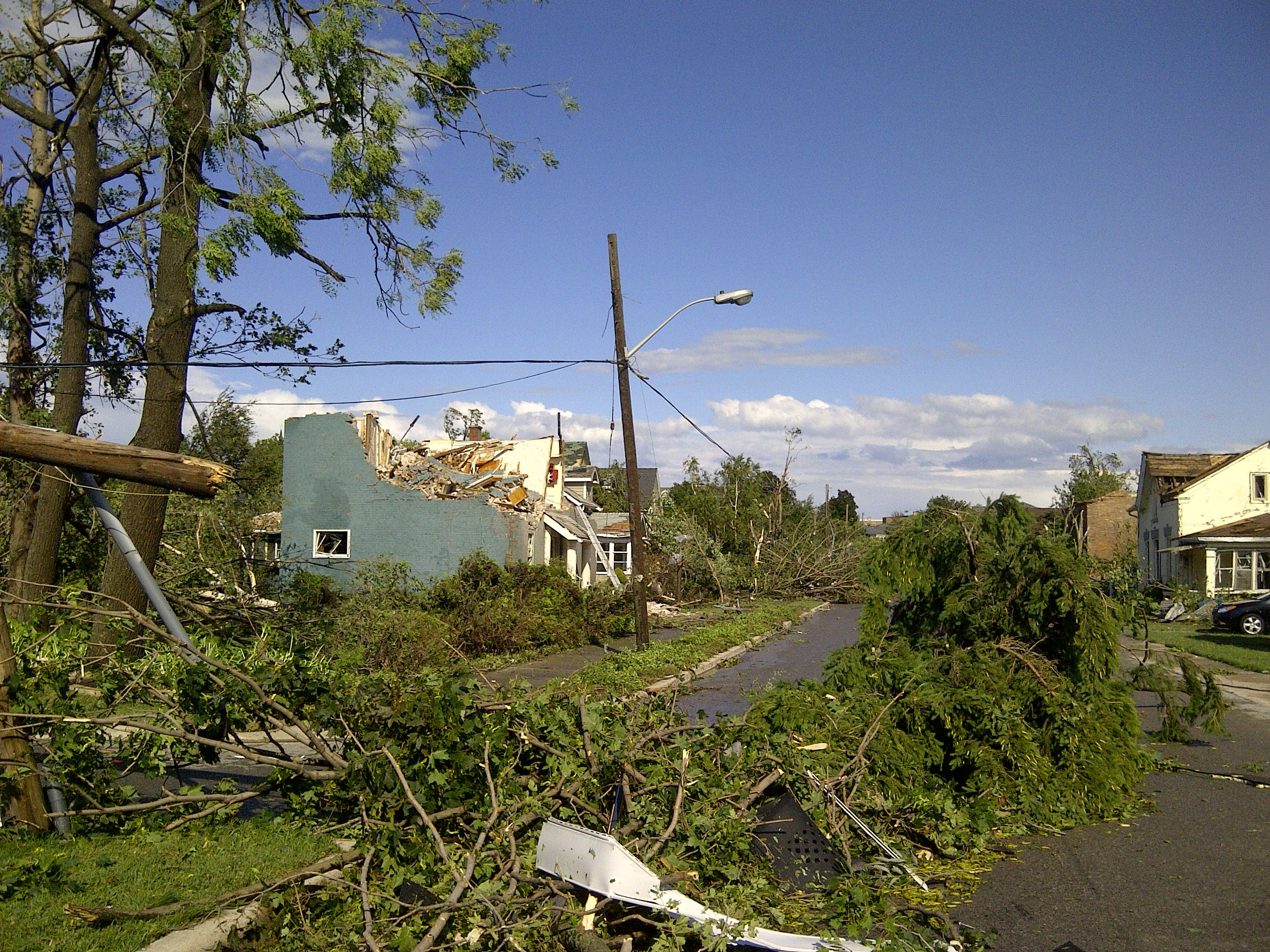
Повалені дерева та зруйновані будівлі вздовж дороги в Годричі після торнадо.

Вдень 21 серпня 2011 року торнадо магнітудою F3 змасакрував околицю, вийшовши на берег як водяний смерч, а мезоциклон грозового фронту рухався через озеро Гурон. Це був найсильніший торнадо, якого зазнало Онтаріо з часів торнадо в Артурі, Онтаріо, 20 квітня 1996 року, хоча в середньому торнадо F3 трапляються в Онтаріо кожні вісім років. Руйнівний шторм повалив лінії електропередач, зірвав дахи з будинків і залишив автомобілі та дерева розкиданими вздовж міських вулиць. Столітні дерева, що оточували будівлю суду Годрича, повиривало з корінням за лічені секунди. Торнадо забрав життя однієї людини: 61-річного Нормана Лабержа з Лакнав, який працював на доці, пов'язаному з соляною шахтою на узбережжі озера Гурон, коли почався шторм. 37 людей отримали поранення. Бюро прогнозу погоди Міністерства навколишнього середовища Канади в Торонто оголосило попередження про торнадо для Годрича та південного округу Гурон за 12 хвилин до удару торнадо. У місті не було сирени оповіщення про торнадо, на відміну від деяких інших міст Онтаріо.
Пізніше в новинах повідомлялося, що сто будинків, 25 будівель та тисячі дерев віком понад 150 років були серйозно пошкоджені або знищені.

#### Відбудова площі
Після торнадо дахи кількох будівель навколо площі були зруйновані, а дерева на зеленій зоні навколо будівлі суду були пошкоджені або вирвані з корінням.
Через рік 152 зі 170 підприємств у центрі міста знову відкрилися, але реконструкція будівлі суду, деяких історичних будівель та насаджень у цьому районі зайняла набагато більше часу.
До 2015 року парк знову відкрився з новим плануванням. Перед будівлею суду було посаджено нові дерева, зелень, статую та водний елемент. Значна частина території навколо парку була реконструйована, включаючи комерційні будівлі на Кінгстон-стріт та площі. Останніми роботами, які було завершено, був блок комерційних будівель дільниці Кінгстон на Кінгстон-стріт та площі. Хоча фермерський ринок та блошиний ринок закрилися перед торнадо, вони знову стали працювати.

## Клімат
| Клімат Goderich, Ontario (Аеропорт Ґодрич) 1991–2020, extremes 1866–present | Клімат Goderich, Ontario (Аеропорт Ґодрич) 1991–2020, extremes 1866–present | Клімат Goderich, Ontario (Аеропорт Ґодрич) 1991–2020, extremes 1866–present | Клімат Goderich, Ontario (Аеропорт Ґодрич) 1991–2020, extremes 1866–present | Клімат Goderich, Ontario (Аеропорт Ґодрич) 1991–2020, extremes 1866–present | Клімат Goderich, Ontario (Аеропорт Ґодрич) 1991–2020, extremes 1866–present | Клімат Goderich, Ontario (Аеропорт Ґодрич) 1991–2020, extremes 1866–present | Клімат Goderich, Ontario (Аеропорт Ґодрич) 1991–2020, extremes 1866–present | Клімат Goderich, Ontario (Аеропорт Ґодрич) 1991–2020, extremes 1866–present | Клімат Goderich, Ontario (Аеропорт Ґодрич) 1991–2020, extremes 1866–present | Клімат Goderich, Ontario (Аеропорт Ґодрич) 1991–2020, extremes 1866–present | Клімат Goderich, Ontario (Аеропорт Ґодрич) 1991–2020, extremes 1866–present | Клімат Goderich, Ontario (Аеропорт Ґодрич) 1991–2020, extremes 1866–present | Клімат Goderich, Ontario (Аеропорт Ґодрич) 1991–2020, extremes 1866–present |
| Показник                                                                    | Січ.                                                                        | Лют.                                                                        | Бер.                                                                        | Квіт.                                                                       | Трав.                                                                       | Черв.                                                                       | Лип.                                                                        | Серп.                                                                       | Вер.                                                                        | Жовт.                                                                       | Лист.                                                                       | Груд.                                                                       | Рік                                                                         |
| Абсолютний максимум, °C                                                     | 17,2                                                                        | 18,5                                                                        | 25,1                                                                        | 28,9                                                                        | 32,0                                                                        | 35,0                                                                        | 37,2                                                                        | 37,2                                                                        | 35,0                                                                        | 28,9                                                                        | 23,1                                                                        | 16,7                                                                        | 37,2                                                                        |
| Середній максимум, °C                                                       | −1,3                                                                        | −0,6                                                                        | 3,8                                                                         | 10,6                                                                        | 17,4                                                                        | 22,4                                                                        | 24,4                                                                        | 24,0                                                                        | 21,0                                                                        | 14,3                                                                        | 7,3                                                                         | 1,7                                                                         | 12,1                                                                        |
| Середня температура, °C                                                     | −4,6                                                                        | −4,3                                                                        | −0,3                                                                        | 5,9                                                                         | 12,3                                                                        | 17,4                                                                        | 19,6                                                                        | 19,3                                                                        | 16,1                                                                        | 10,2                                                                        | 4,1                                                                         | −1,1                                                                        | 7,9                                                                         |
| Середній мінімум, °C                                                        | −7,8                                                                        | −8                                                                          | −4,4                                                                        | 1,1                                                                         | 7,1                                                                         | 12,4                                                                        | 14,8                                                                        | 14,5                                                                        | 11,2                                                                        | 6,0                                                                         | 0,8                                                                         | −3,9                                                                        | 3,7                                                                         |
| Абсолютний мінімум, °C                                                      | −29,4                                                                       | −32,8                                                                       | −26,1                                                                       | −17,8                                                                       | −7,8                                                                        | −5                                                                          | 1,1                                                                         | 1,1                                                                         | −3,9                                                                        | −11,1                                                                       | −24,4                                                                       | −27,8                                                                       | −32,8                                                                       |
| Норма опадів, мм                                                            | 72.2                                                                        | 54.9                                                                        | 74.1                                                                        | 77.4                                                                        | 65.2                                                                        | 76.4                                                                        | 65.1                                                                        | 80.9                                                                        | 90.7                                                                        | 80.0                                                                        | 87.4                                                                        | 101.4                                                                       | 925.7                                                                       |
| Днів з опадами                                                              | 19                                                                          | 15                                                                          | 16                                                                          | 13                                                                          | 12                                                                          | 11                                                                          | 10                                                                          | 10                                                                          | 12                                                                          | 13                                                                          | 17                                                                          | 20                                                                          | 168                                                                         |
| Днів з дощем                                                                | 5                                                                           | 4                                                                           | 7                                                                           | 11                                                                          | 11                                                                          | 11                                                                          | 10                                                                          | 10                                                                          | 12                                                                          | 12                                                                          | 11                                                                          | 8                                                                           | 112                                                                         |
| Днів зі снігом                                                              | 17                                                                          | 14                                                                          | 11                                                                          | 5                                                                           | 0                                                                           | 0                                                                           | 0                                                                           | 0                                                                           | 0                                                                           | 4                                                                           | 8                                                                           | 16                                                                          | 75                                                                          |
| --------------------------------------------------------------------------- | --------------------------------------------------------------------------- | --------------------------------------------------------------------------- | --------------------------------------------------------------------------- | --------------------------------------------------------------------------- | --------------------------------------------------------------------------- | --------------------------------------------------------------------------- | --------------------------------------------------------------------------- | --------------------------------------------------------------------------- | --------------------------------------------------------------------------- | --------------------------------------------------------------------------- | --------------------------------------------------------------------------- | --------------------------------------------------------------------------- | --------------------------------------------------------------------------- |

## Демографічні показники
Згідно з переписом населення 2021 року, проведеним Статистичною службою Канади, населення Годрича становило 7881 особу, які проживали у 3667 з 3899 приватних житлових будинків, що є зміною…3,3% від населення 2016 року, яке становило 7628 осіб. Площа землі становить 8,54 км2 (3,30 миля2), щільність населення становила 922.8/км2 у 2021 році.
| Чоловіків                  | 400 | 445 | 365 | 385 | 500  | 595  | 360 | 305 | 195 | 3 555 | 47  |
| Жінок                      | 335 | 485 | 405 | 375 | 585  | 630  | 435 | 400 | 360 | 4010  | 53  |
| Всього                     | 735 | 930 | 770 | 765 | 1085 | 1220 | 795 | 710 | 550 | 7 565 | 100 |
| Джерело: Статистика Канади |     |     |     |     |      |      |     |     |     |       |     |

## Економіка

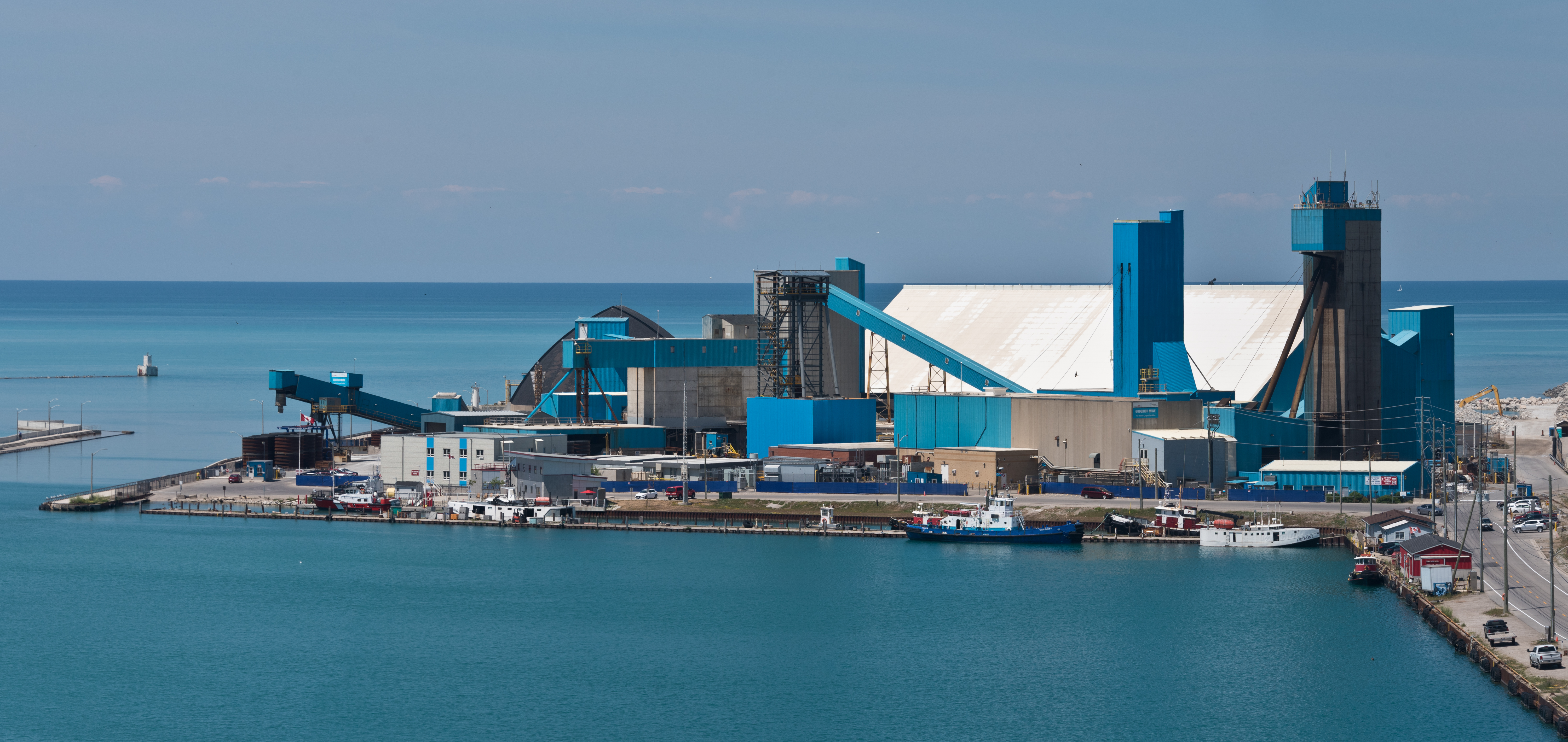
Видобуток солі є важливою економічною діяльністю в Годричі.

Годрич розташований у окрузі Гурон, який переважно є сільськогосподарським. Фактично, в Офіційному плані зазначено, що «Гурон лідирує серед усіх округів та регіонів Онтаріо за загальною вартістю виробництва; а також перевищує загальні показники виробництва кількох провінцій». Однак, у місті є деяке виробництво, яке здійснюють такі компанії, як Compass Minerals та Vestas.
Соляна промисловість у Годричі є однією з найстаріших в Онтаріо. У 1866 році нафтогазові розвідувальні групи виявили величезне стародавнє родовище солі на глибині близько 300 метрів (980 футів) під поверхнею.
На сьогоднішній день на шахті видобуто 150 мільйонів тонн солі, а після 2012 року, після нещодавніх інвестицій, вона може виробляти 9 мільйонів тонн на рік. Історія видобутку солі почалася в 1866 році, коли старатель Сем Платт шукав нафту і натомість виявив кам'яну сіль на глибині 300 метрів під гаванню Годрича. Трохи більше 50 років тому почався видобуток солі, який триває й сьогодні компанією Sifto Canada. Шахта знаходиться на 530 метрів (1 750 футів) під поверхнею, простягаючись 7 км2 (2,7 миля2) під озером Гурон — приблизно розміром з місто. Це найбільша підземна соляна шахта в світі.
Соляні відкладення в Годричі походять зі стародавнього морського дна силурійського періоду, частини формації Саліни. Кам'яна сіль галіт також виявлена у Віндзорі, Онтаріо, обидва родовища лежать на східній периферії Мічиганського басейну, на південно-східних берегах озера Гурон.
Наразі місто вносить до списку підприємств, що займаються цією галуззю, такі компанії, як Canadian Salt Co./Windsor Salt Warehouse, Compass Minerals Evaporator та шахта Goderich.
Колись Volvo мала завод з виробництва дорожніх грейдерів у Годричі. Завод, який спочатку належав місцевій компанії Champion Road Machinery, був одним із найстаріших виробників дорожньої техніки у світі. Його було придбано Volvo у 1997 році. У вересні 2008 року Volvo оголосила про плани закрити всі підприємства в Годричі та перенести виробництво до Шиппенсбурга, штат Пенсільванія. Виробництво в Годричі припинилося у 2009 році.

### Туризм

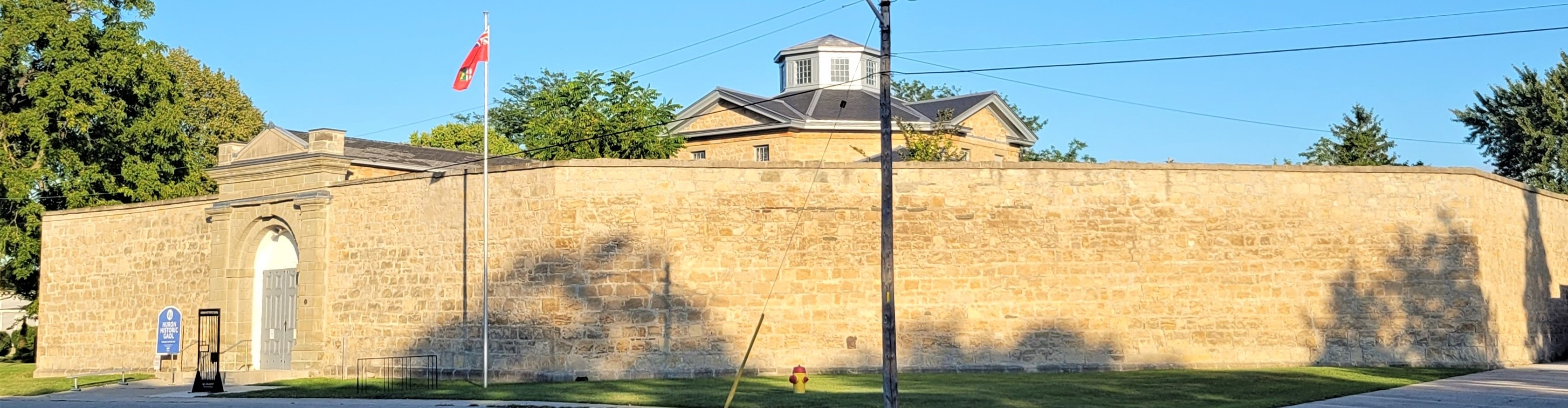
Історична в'язниця Гурон

Туризм також має важливе значення, оскільки багато відвідувачів проводять час на березі озера Гурон, зокрема на трьох пляжах поблизу Годрича, і можуть закуповуватись або залишатися на ночівлю в місті. У Годричі щороку проводяться фестивалі та заходи, щоб привабити відвідувачів, а також рекламуються місцеві визначні пам'ятки.
Історична в'язниця Гурон — це національна історична пам'ятка Канади. Вона служила в'язницею регіону з моменту її відкриття в 1842 році до 1972 року. Вона відкрита для публіки з квітня до жовтня. Це місце останнього публічного повішення в Канаді. Джеймс Доннеллі-старший з родини Чорних Доннеллі також провів тут час до свого суду. Також тут деякий час утримувався Стівен Траскотт.

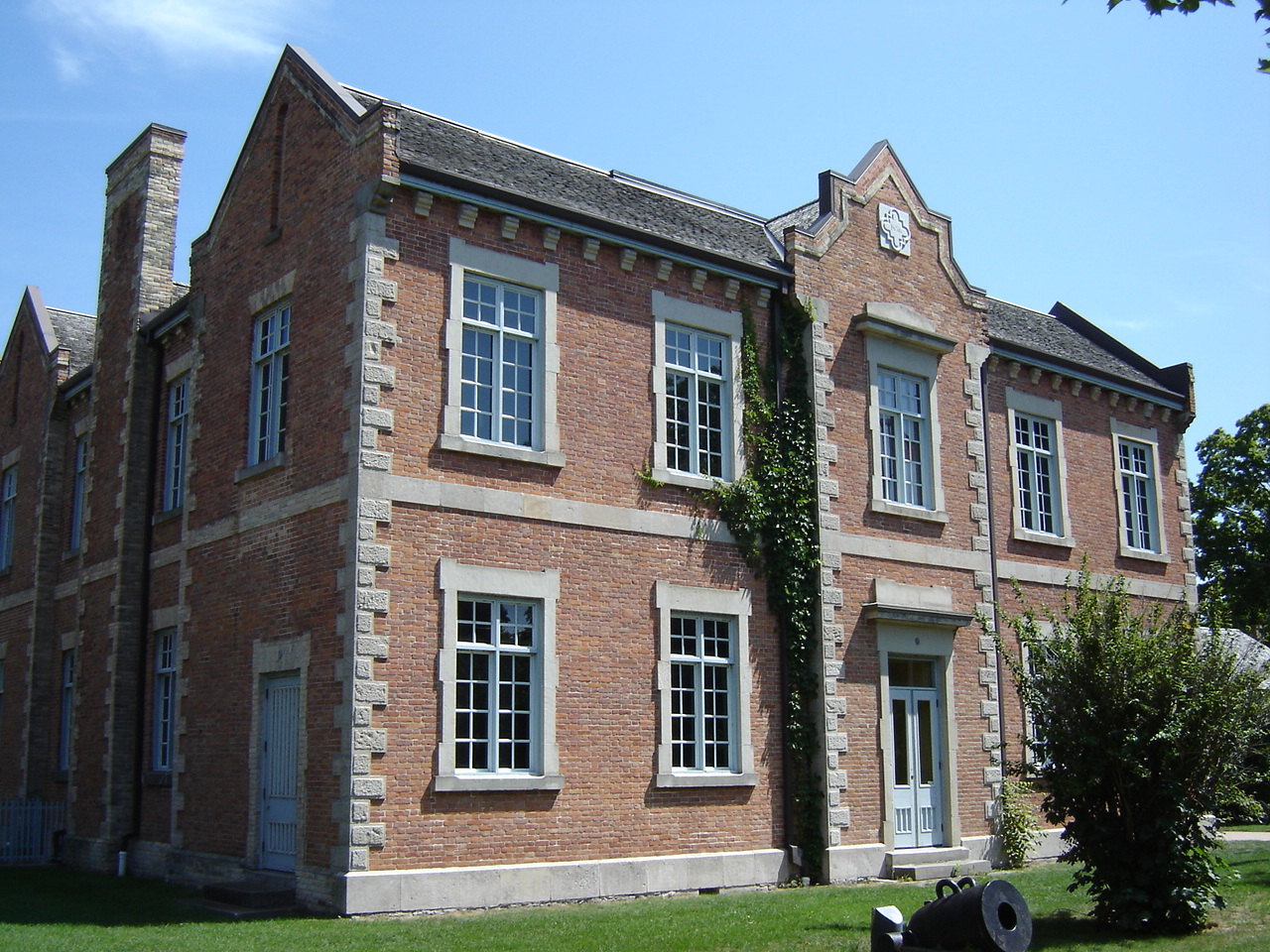
Музей округу Гурон

Музей округу Гурон — це громадський музей, який пропонує сучасні виставкові галереї. Постійні експозиції зображують раннє заселення та розвиток округу Гурон, зокрема повнорозмірний локомотив, танк «Шерман» часів Другої світової війни, велику військову колекцію та експонати, пов'язані з видобутком солі в цьому районі. Музей також збирає та зберігає архіви округу Гурон.
У Годричі є три громадські пляжі, до яких можна дістатися автомобілем, дотримуючись вказівників у місті до пляжного пагорба, також відомого як Вест-стріт. Після паркування відвідувачі пляжу також можуть пройтися дерев'яним настилом довжиною понад милю (наприкінці 2019 року настил був пошкоджений сильними хвилями, і ремонтувався до 2020 року). Головний пляж, на північному кінці настилу, — це піщано-дрібногравійний пляж, де можна плавати та засмагати на сонці, одночасно спостерігаючи, як озерні вантажні судна завантажують сіль на іншому боці пірсу. Далі на південь знаходиться пляж Святого Крістофера, а на дальньому кінці настилу — «Ротарі-Ков» — піщаний пляж для сімейного відпочинку з рятувальниками та дитячим майданчиком. Цікавими також є штучні буни вздовж пляжу, встановлені для контролю міграції піску під дією водних течій.
Окрім щорічних фестивалів та заходів, у Годричі періодично проводяться спеціальні заходи, наприклад, під час святкування 150-річчя Годрича — третього ювілею — в аеропорту Годрича відбувся фестиваль стрибків з парашутом. Цей захід привабив сотні парашутистів з усіх куточків Сполучених Штатів та Канади.

## Мистецтво та культура

### Прапор
Годрич має власний офіційний прапор, який було прийнято в 1977 році на честь святкування 150-річчя міста. Було проведено конкурс, відкритий для всіх шкіл та мешканців Годрича. Переможцем став мешканець Годрича, суддя Картер. На прапорі зображено королівську корону, розташовану в центрі восьмикутника (що символізує восьмикутну трисмугову міську площу довжиною 1/4 милі) з трьома хвилями внизу на синьому тлі, що символізують озеро Гурон та порт Годрича. Місто також має повний міський герб.

## Спорт
Окрім шкільних команд, протягом зимового сезону хокей поширений у більшості малих канадських міст, і Годрич не є винятком. Місто підтримує молодшу команду Годрич Флаєрз (Jr. C), більшість талановитих гравців якої є місцевими.

## Уряд
Муніципальна рада Годрича складається з мера, заступника мера та п'ятьох радників. Мер та заступник мера також є членами окружної ради.
Рада округу Гурон складається з п'ятнадцяти членів від дев'яти муніципалітетів району. Кожен з них представлений у цій раді. Щороку з групи обирається староста, який головує на засіданнях і представляє округ на різних заходах. У 2022 році старостою був Глен МакНіл, також начальник містечка Ешфілд-Колборн-Ваванош.

## Інфраструктура

### Порти

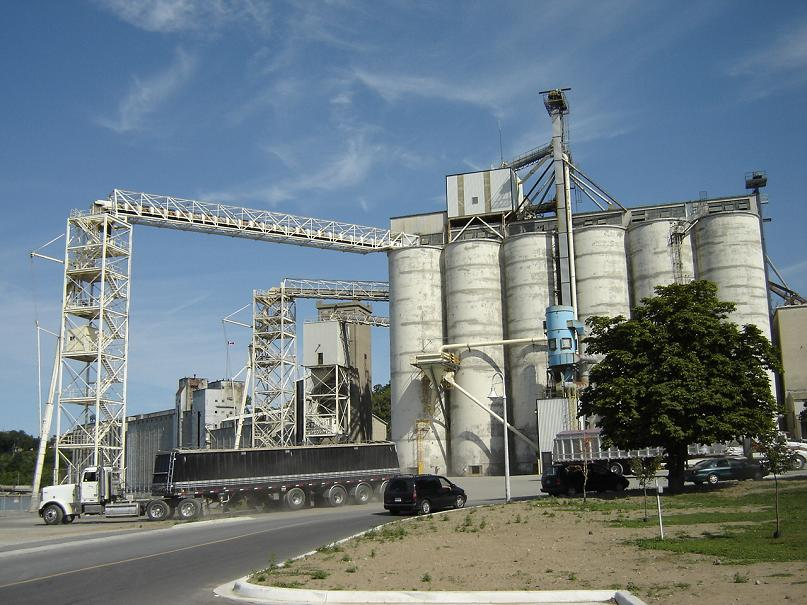
Технологічні споруди гавані Годрич

Аеропорт Годрич (неофіційно відомий як аеропорт Скай-Гарбор) — це громадський аеропорт із трьома злітно-посадковими смугами: дві з твердим покриттям та освітленням, а одна — з трав'яним покриттям. Він розташований безпосередньо на північ від міста та доступний через шосе Блювотер на північ від громади. Під час Другої світової війни в аеропорту розташовувалася початкова льотна школа в рамках Британського плану авіаційної підготовки Співдружності. Окрім авіаційних послуг, у безпосередній близькості від аеропорту розташовано кілька промислових підприємств, які надають повний спектр послуг, необхідних авіації, включаючи внутрішнє та зовнішнє оснащення, а також механічний ремонт.
Гавань Годрич належить місту, але експлуатується за контрактом корпорацією з управління портом Годрич. Це промислова гавань, яка використовується переважно для завантаження солі з соляних копалень Сіфто на озерні та морські вантажні судна.
Снаг-Гарбор — це пристань для яхт, розташована в промисловому портовому басейні; пристань для яхт Мейтленд-Веллі також розташована поблизу Годрича.

### Залізниці

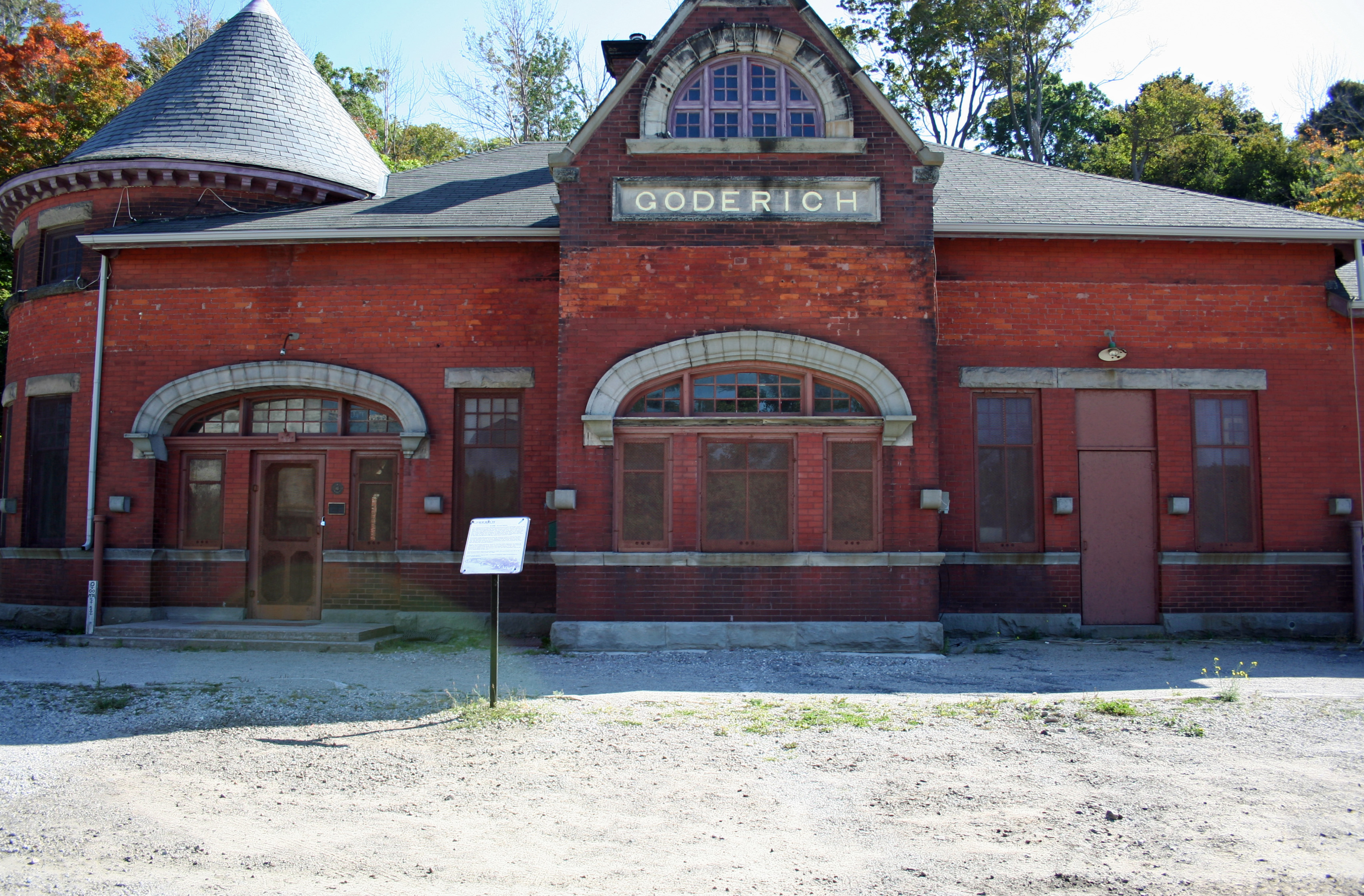
Станція Канадсько-тихоокеанської залізниці

Залізниця Годрич-Ексетер наразі здійснює вантажні перевезення до Годрича. Лінію було побудовано компанією Buffalo and Lake Huron Railway у 1859 році. Невдовзі залізницю поглинула Grand Trunk Railway, пізніше CN. У 1992 році лінію було продано GEXR.
Канадська Тихоокеанська залізниця побудувала власну лінію, залізницю Гвелфа та Годрича, до Годрича в 1907 році. Пасажирське сполучення працювало до 1960-х років. Вся лінія була закинута в 1989 році. Естакадний перехід через річку Мейтленд перетворили за рахунок громадського збору коштів на громадську пішохідну доріжку, з якої відкривався вид на гавань, поле для гольфу долини Мейтленд та саму долину річки. Залізниця західного узбережжя Онтаріо почала будівництво залізниці від Годрича до Кінкардина в 1909 році, але її повністю так і не відкрили.

## Освіта
Державною освітою в Годричі керує шкільна рада округу Ейвон-Мейтленд, а також у місті діють Годрицький окружний колегіальний інститут (GDCI) та Годрицька державна школа (від молодшого дитячого садка до 6 класу). GDCI, заснований у 1841 році, розташовувався на розі вулиць Ватерлоо та Британія-роуд до зведення нинішньої будівлі. Державна школа Годрича є об'єднанням Державної школи Вікторії та Державної школи Робертсона.
Католицькі школи перебувають під управлінням шкільної ради католицького округу Гурон-Перт, до складу якої в місті входить католицька школа Святої Марії. Найближча католицька середня школа розташована в Клінтоні.

## Медіа

### Газета
- Місцева газета — Goderich Signal Star, що належить Quebecor / Sun Media Corporation через Bowes Publishers.

### Радіостанції

#### ФМ
- CIYN-FM-1 99.7 «Старі музики» — класичні хіти
- CHWC-FM 104.9 «Найкраще кантрі сьогодні» — місцеві новини та кантрі-музика
- CKNX-FM 101.7 «The One» — місцеві, регіональні та національні новини та сучасна музика для дорослих
- CIBU-FM 94.5/91.7 «Cool 94.5» — місцеві, регіональні та національні новини та класична рок-музика

## Видатні люди
- Альберт Дьюсбері (1926—2006) — колишній захисник НХЛ
- Гері Доак (1946—2017) — колишній захисник НХЛ
- Вільям «Тайгер» Данлоп (1792—1846) — батько-засновник Годрича, пов'язаний з Канадською компанією
- Брок Діксгорн (нар. 1994) — професійний бейсболіст, введений до Зали слави канадського бейсболу як член команди, що здобула золоту медаль на Панамериканських іграх 2015 року.
- Бренда Елліотт (нар. 1950) — колишня міністр кабінету міністрів Онтаріо
- Ларрі Джеффрі (1940—2022) — колишній нападник НХЛ, виграв Кубок Стенлі в 1967 році з «Торонто Мейпл Ліфс».
- К. Е. Макінтош, член Асамблеї штату Вісконсин
- Тед Несміт, ілюстратор фентезі, найбільш відомий своїми ілюстраціями до творів Дж. Р. Р. Толкіна
- Джек Прайс (1932—2011) — колишній захисник НХЛ
- Дженніфер Робінсон (нар. 1976) — колишня шестиразова чемпіонка Канади з фігурного катання
- Тім Сейл (нар. 1942), міністр кабінету міністрів у відставці провінції Манітоба, Канада
- Дік Трелівен (нар. 1934) — політик Онтаріо
- Стівен Траскотт, помилково засуджений за вбивство в 1959 році та засуджений до повішення, але вирок замінили на довічне ув'язнення. Звільнений у 1969 році.
- Рон Ван Горн (1932—2017) — політик Онтаріо

## Нотатки
1. ↑  Long term records have been recorded at various climate stations in or nearby Goderich since 1866

## Додаткова інформація
- Hooton, David (June 2008). Roberts, Earl W. (ред.). The Sesquicentennial of Train Service to Goderich, Ontario. Branchline. Т. 47. Bytown Railway Society. с. 3—8. ISSN 0824-233X. An overview of the town's railway history.